# واين غوس
واين غوس (بالإنجليزية: Wayne Goss)‏ هو شخصية أعمال وفنان ماكياج ويوتيوبي بريطاني، ولد في 4 مارس 1978 في Bridgwater ‏ في المملكة المتحدة.

## وصلات خارجية
- الموقع الرسمي